# بونداره
بونداره (به لهستانی:  Bondary) یک روستا در لهستان است که در گمینا میخاوووو واقع شده‌است. بونداره ۳۳۰ نفر جمعیت دارد.